# Храм иконы Божией Матери Умиление (Анапа)
Храм иконы Божией Матери Умиление — действующий православный храм в городе Анапа Краснодарского края. Расположен по адресу: ул. Гребенская, 82.

## История
История Умиленского храма берет начало в 1964 году, когда была закрыта старая церковь Онуфрия Великого и под православный храм был приспособлен дом на улице Гребенской. В 1960—1980-х годах (почти 30 лет) храм на Гребенской был единственным действующим храмом в Анапском районе.
Сначала храм освятили во имя преподобного Онуфрия Великого, чтобы сохранить преемственность от прежней церкви.
Позже, когда верующим вернули помещение старого Онуфриевского храма, 21 июля 1992 года, церковь на Гребенской была переосвящена во имя преподобного Серафима Саровского.
И наконец, когда в Анапе был отстроен новый Серафимовский храм, 12 марта 2014 года, храм на Гребенской получил посвящение в честь иконы Богоматери «Умиление» — иконы, перед которой молился преподобный Серафим.

## Храм иконы Божией Матери Умиление
В 2016—2017 годах в храме на Гребенской была проведена капитальная реконструкция (сохранены только стены старой церкви). При храме действует воскресная школа (детская и для взрослых). В настоящий момент Умиленский храм является единственным храмом в Анапском районе, где богослужение совершается ежедневно.

## Настоятели храма

### Период Онуфриевского храма (1964—1991)
- протоиерей Валентин Строков (1964—1987)
- протоиерей Владимир Сазонов (1987—1989)
- протоиерей Виктор Полянкин (1989—1991)

### Период Серафимовского храма (1991—2014)
- протоиерей Валентин Строков (1992—?)
- протоиерей Григорий Краснюк (?—1995)
- иерей Владимир Святов (1995—1997)
- протоиерей Александр Карпенко (1997—2014)

### Период Умиленского храма (с 2014)
- архимандрит Серапион (Дунай) (03.2014—05.2015)
- протоиерей Владимир Черепанов (с 06.2015)